# Abigail de Andrade
Abigail de Andrade   (Vassouras, 1864 - 12è districte de París i París, 1890) va ser una pintora brasilera. El seu nom, pràcticament absent dels llibres d'història de l'art, és esmentat pel pintor i historiador d'art Theodoro Braga (1872-1953), qui llista els pocs estudis publicats sobre de Andrade en el seu llibre Artists Painters from Brazil, de 1942.

## Primers anys

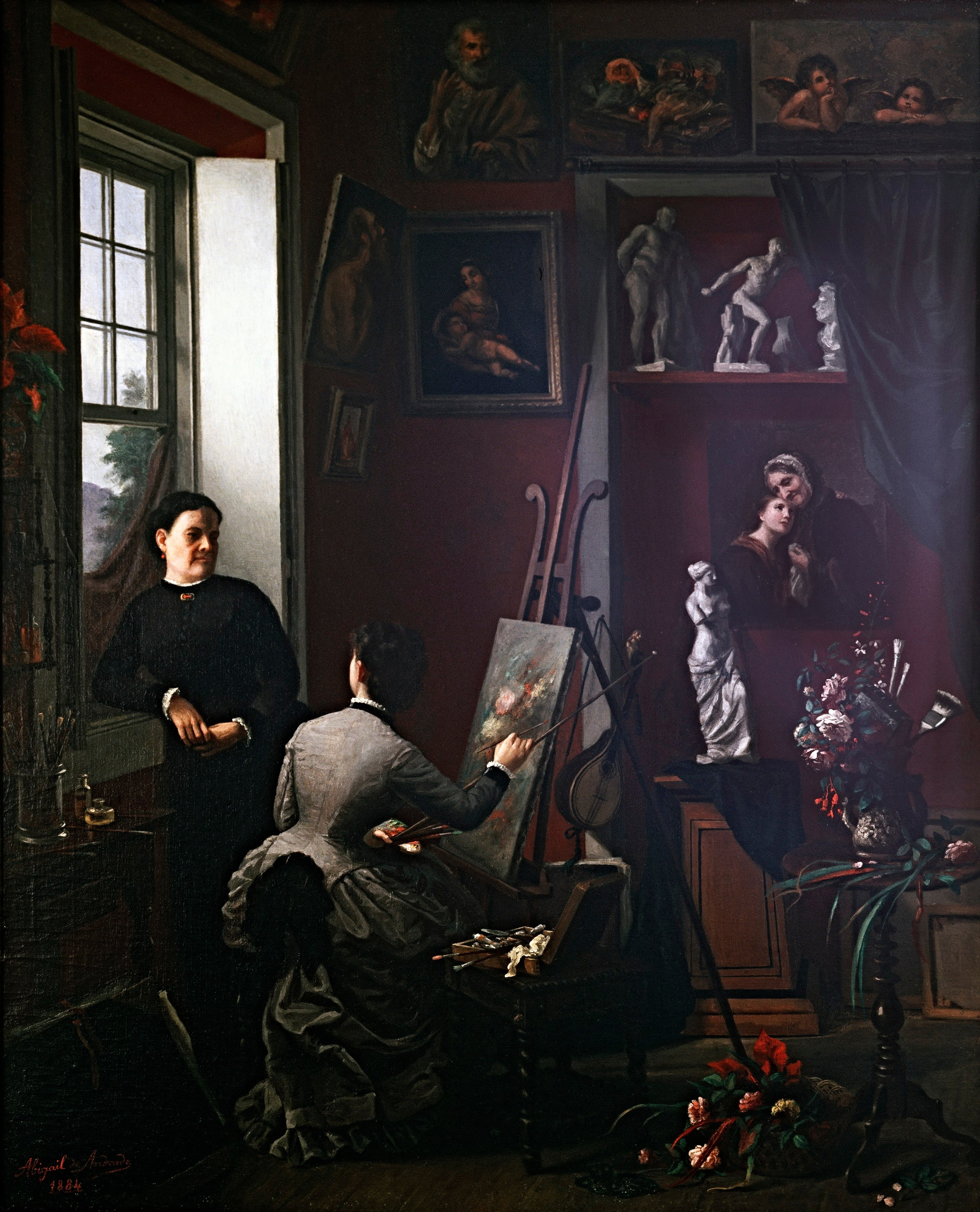
Um canto do meu ateliê (Un racó del meu estudi), 1884.

Andrade va néixer en Vassouras, en la província de Rio de Janeiro. Va estudiar al Liceu d'Arts i Oficis el 1882, un any després que la institució va començar a admetre dones. Entre els seus mestres es trobaven Angelo Agostini i Joaquim José Insley Pacheco. Andrade pintava escenes costumistes, natura morta i retrats.

## Carrera
Andrade va participar de l'exposició que l'Acadèmia Imperial de Belles Arts va realitzar el 1884, guanyant la medalla d'or i dues d'argent. Altres pintors guardonats en aquell event van ser Thomas Georg Driendl, Giovanni Battista Castagneto i Georg Grimm. Dues de les pintures d'Abigail, O cesto de compras (La cistella de la compra) i Um canto do meu ateliê (Un racó del meu estudi), van ser elogiats pels crítics d'art.
Tractant-se d'una època en què les dones només pintaven per afició, Abigail de Andrade va dedicar-s'hi professionalment, lluitant contra els preconceptes de la societat i els especialistes en art. Va organitzar dues exposicions en solitari l'any 1886 a Rio de Janeiro, a la Casa Vicitas i la Casa Costrejean.
Només es tenen referències d'obras d'Andrade datades entre 1881 i 1889. Es considera que no va ser una pintora profusa, per la qual cosa s'estima que hauria fet menys d'una cinquantena de quadres en la seva curta carrera. Molts d'ells s'haurien perdut o romandrien, sense catalogar, en mans de familiars o de petits col·leccionistes d'art.

## Vida personal
La relació de la pintora amb el seu mestre Angelo Agostini, qui era casat, va causar un escàndol dins l'alta burguesia carioca. La parella va deixar Brasil el 1888 per traslladar-se a Paris amb la seva filla Angelina Agostini (1888-1973), qui també va dedicar-se a la pintura. Andrade va tenir un segon fill amb Agostini, Ângelo, qui va morir de tuberculosi poc després del seu naixement. L'artista va morir un any més tard, per aquesta mateixa malaltia.

## Galeria

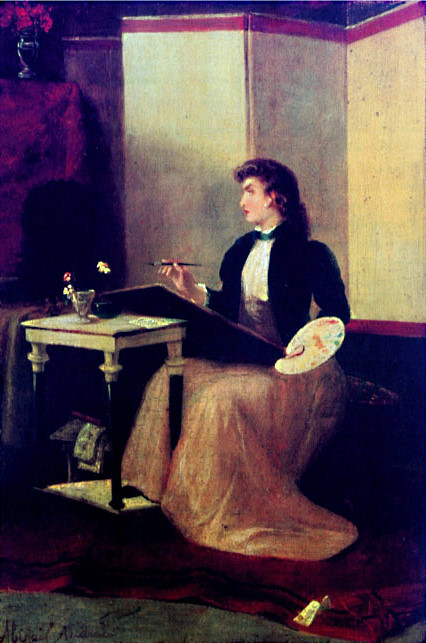
Sense títol, 1881.
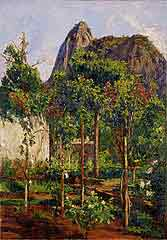
Corcovado
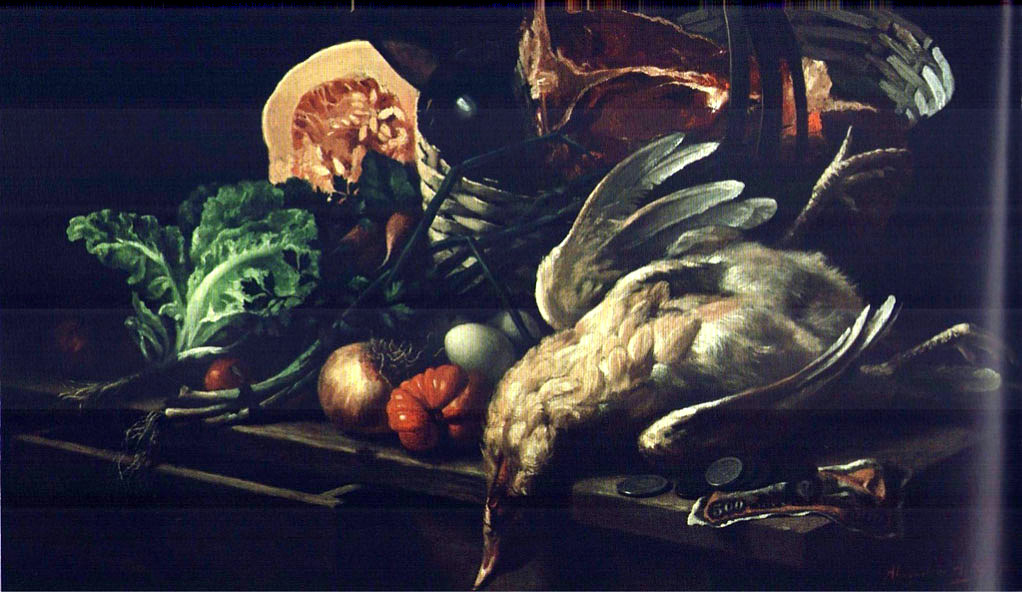
O cesto de compras, 1884.
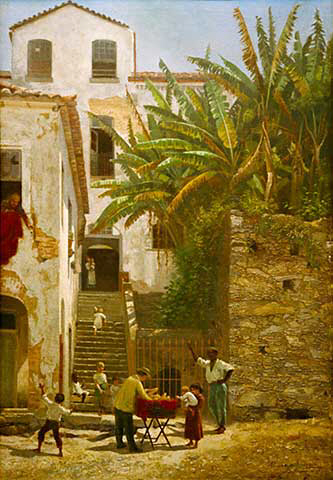
A hora do pão (L'hora del pa), 1889.